# Iwan Golakow
Iwan Tierientjewicz Golakow (ros. Иван Терентьевич Голяков; ur. 6 czerwca 1888 we wsi Pieszkowo w guberni moskiewskiej, zm. 18 marca 1961) – radziecki sędzia i prokurator.

## Życiorys
W 1910 powołany do rosyjskiej armii, w maju 1919 wstąpił ochotniczo do Armii Czerwonej, 1925 skończył prawo na Uniwersytecie Rostowskim. Był członkiem Wojskowego Kolegium Sądu Najwyższego ZSRR, od stycznia 1938 do sierpnia 1939 Prokuratorem Generalnym RFSRR, a od sierpnia 1938 do 25 sierpnia 1948 przewodniczącym Sądu Najwyższego ZSRR. Od 1932 do przejścia na emeryturę w 1959 był dyrektorem i zastępcą dyrektora ds. naukowych Wszechzwiązkowego Instytutu Nauk Prawniczych.
Deputowany do Rady Najwyższej ZSRR II kadencji i Rady Najwyższej RFSRR I kadencji.

## Odznaczenia
- Order Lenina (dwukrotnie)
- Order Czerwonego Sztandaru
- Order Czerwonego Sztandaru Pracy

I medale.